# Соловьёв, Андрей Алексеевич
Андрей Алексеевич Соловьёв (бел. Андрэй Аляксеевіч Салаўёў; род. 26 июня 2007, Слуцк, Минская область) — белорусский футболист, нападающий клуба «Слуцк».

## Карьера
Занимался футболом в «Слуцке» и в Академии АБФФ. Летом 2023 года после выпуска присоединился к «Слуцку». Дебютировал за клуб 8 июля 2023 года в матче против «Гомеля», выйдя на замену на 87 минуте. Футболист стал самым молодым игроком чемпионата в сезоне 2023 года, выйдя на поле в возрасте 16 лет и 12 дней. В своём дебютном сезоне за клуб футболист провёл 2 матча в чемпионате, выйдя на замену на последних минутах, результативными действиями не отличившись. По итогу сезона футболист вместе с клубом завершил чемпионат на итоговом восьмом месте.

## Международная карьера
В июне 2022 года футболист принимал участие в составе юношеской сборной Белоруссии до 15 лет в товарищеских матчах против сверстников из России.
В феврале 2024 года вышел на замену в составе юношеской сборной Белоруссии до 17 лет против сборной Азербайджана U-16.